# 清爽口味
清爽口味（日语：レモンポップ），是美國出生的日本純種競賽馬匹 ，生涯活躍於泥地賽事，曾於2023年及2024年分別勝出二月錦標、根岸錦標和埼玉盃，更在2023和2024年連霸一哩冠軍南部盃及日本冠軍盃。

## 出賽前
2018年2月15日出生於美國肯塔基州，由當地牧場負責人Tait夫婦照顧，成長後被賽馬機構高多芬購買並引入到日本。
其後交由美浦訓練中心練馬師田中博康訓練。

## 競賽生涯

### 2歲
2020年11月7日出戰東京競馬場2歲新馬戰，由戶崎圭太策騎，並成功獲得首勝。
其後出戰公開賽卡特蘭錦標。比賽途中一直保持優秀的速度並於最後直路跑出全場最快末腳，斬獲二連勝。
賽事完成後，其進入長期休養，直到2021年年末才重返賽場。

### 3歲
2021年12月12日，時隔1年終於重返賽場，出戰兩捷馬級別的夙川特別。雖然比賽開始後一直處於第二，但於最後直路被同樣處於先頭的啟愛多里超越，吞下生涯首敗。

### 4歲
進入2022年的4歲生涯，出賽以來僅得三戰兩勝的清爽口味於1月5日出戰4歲以上兩捷馬戰，繼續夥拍夙川特別時的騎師杜滿樂。比賽開始後，其仍然選擇先行戰術，但於最後直路未能追上前方的Tosen Alan，再次獲得第二。
1月30日再度出戰4歲以上兩捷馬戰，重新由新馬戰的騎師戶崎策騎。本次比賽，清爽口味終於最後直路保持優勢，最終加速拋離對手下，以3 1/2馬位獲得時隔1年2個月的勝利。
其後出戰三捷馬級別的鎌倉錦標，再次以先頭戰術搭配最後直路的加速輕鬆取得勝利。
5月28日出戰公開賽櫸錦標。比賽途中一直處於先頭位置，並於最後600米跑出34.6秒的超快速度，成功阻止後上的Tagano Beauty，獲得三連勝。
夏季放草過後，出戰公開賽事柏修斯錦標。比賽開始後，其保持於第四的位置，並於最後直路不斷加速，最終大勝第二的Taisei Samson 4馬位。
由於獲得四連勝的佳績，因此於11月12日出戰生涯首場分級賽武藏野錦標。本次比賽，其仍然選擇拿手的先行戰術，開閘後隨即搶佔第前方的位置並保持節奏推進。可惜進入直路後，雖然其跑出全場第二快末腳，但於終點線前被跑出全場最快末腳的鍍金鏡超越，以鼻位遺憾落敗。

### 5歲
2023年1月29日出戰年度首戰根岸錦標。比賽開始後，其處於第五的位置追趕前方四匹賽駒，並保持一貫穩定的節奏。進入最後直路後，其以出色的反應回應騎師的指揮，成功率先衝出馬群，並於最後時段繼續加速，成功抵擋後上的鍍金鏡的來襲，以1/2馬位贏得比賽。此戰，清爽口味不但成功復仇，更獲得了第一個分級賽的冠軍。

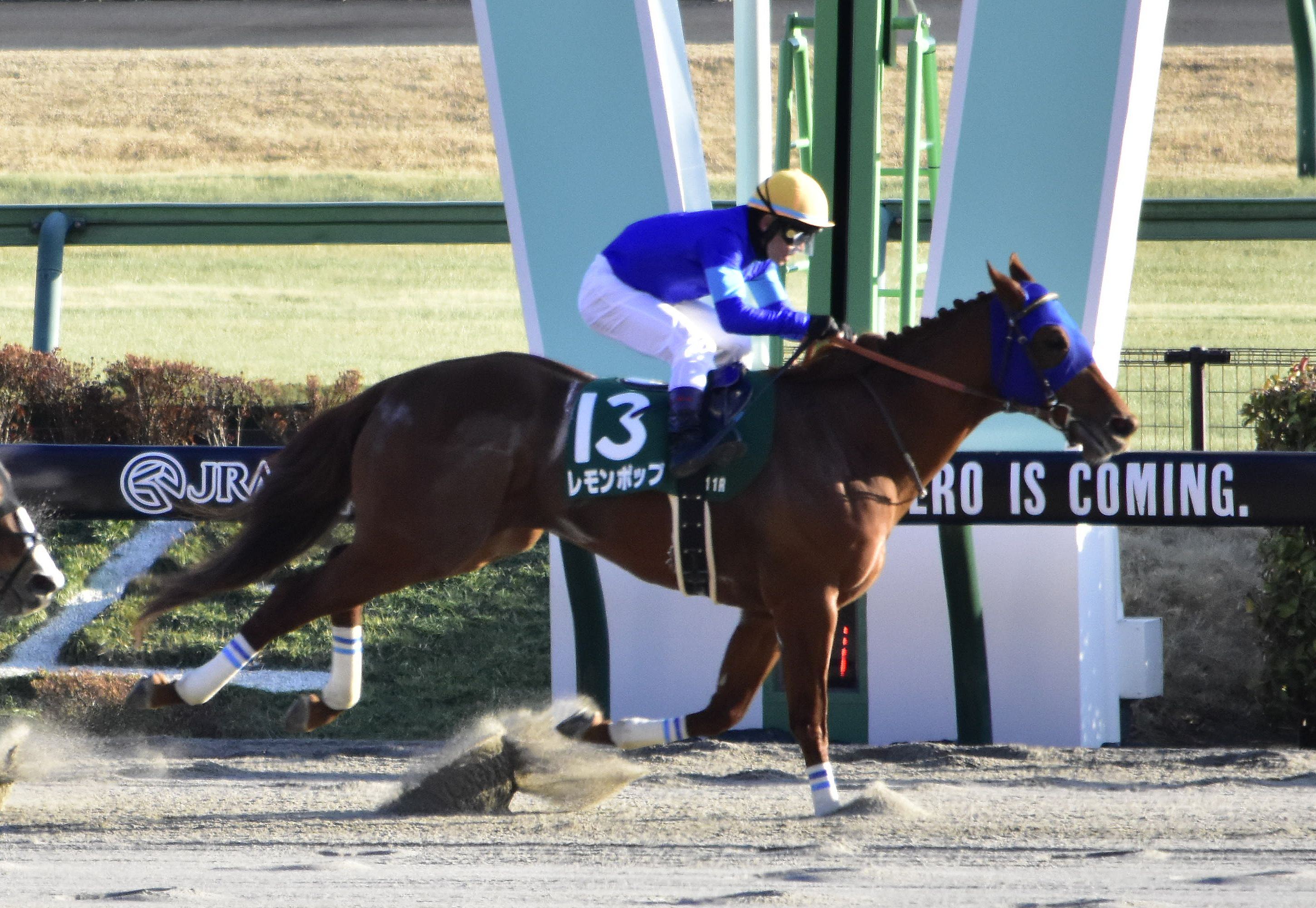
出戰根岸錦標的清爽口味

其後，陣營宣佈因爲清爽口味於根岸錦標表現極佳，因而決定以二月錦標爲目標，並將夥拍騎師坂井瑠星出戰。
2月19日按照計劃出戰二月錦標，獲得第一人氣。比賽開始後，其成功進佔有利位置並以良好速度前行。通過第四彎道時，騎師坂井指揮其走位，因而進入最後直路後其處於前方沒有任何馬匹阻擋的超有利位置。於直路上推進時，清爽口味不斷加速，成功超越前方馬匹，並於最後關頭保持速度衝刺，阻止了外檔的熱望超前，最終成功捧走二月錦標。本次比賽，其發揮良好的實力，成功達成了初次出戰一級賽便勝利的壯舉。

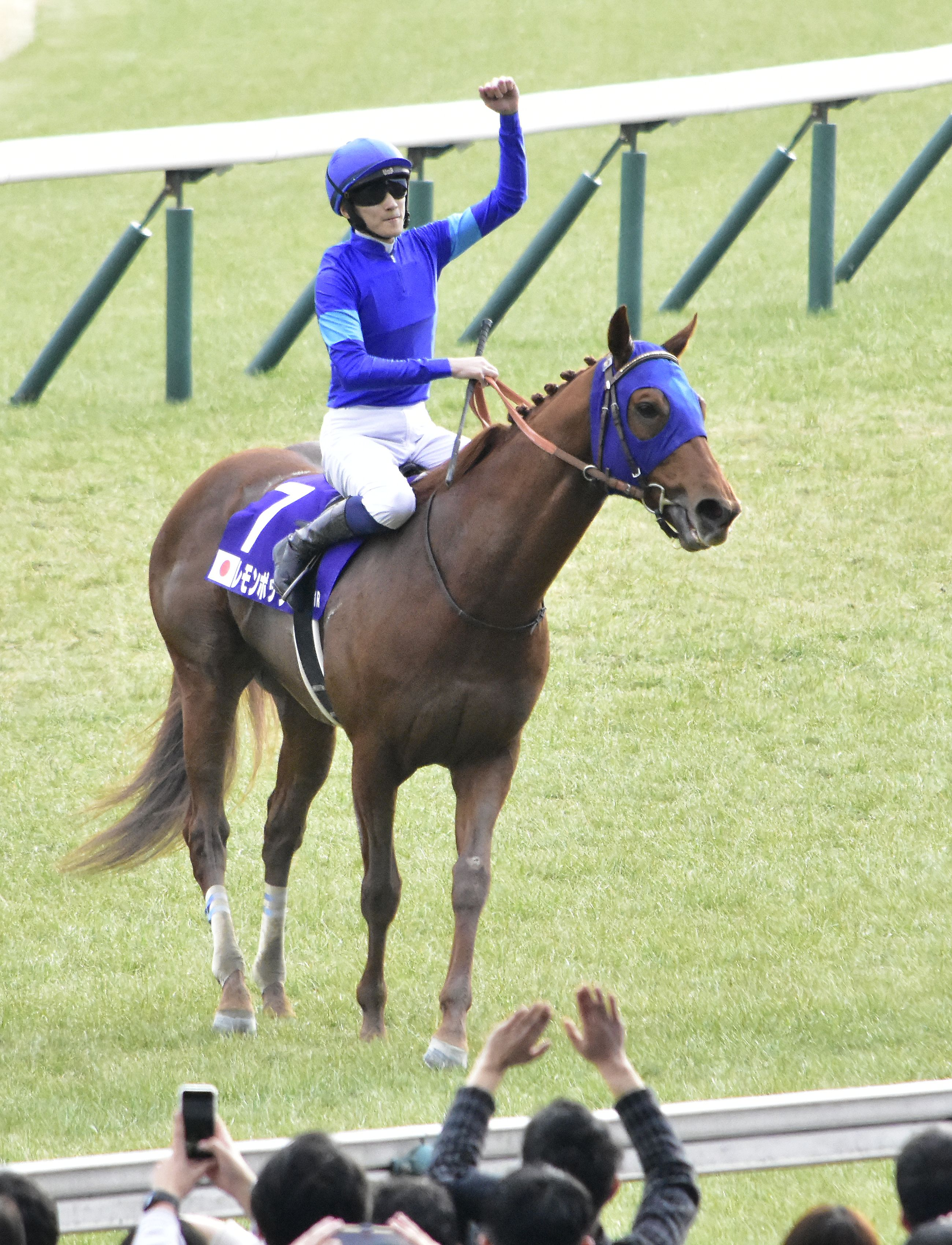
二月錦標賽後致謝

二月錦標過後，陣營原本考慮安排其進入放草休養，使其消除年初連戰對其的負面影響。然而由於清爽口味於馬房中表現正常，食慾及體力沒有明顯下降的跡象，陣營經慎重商討後決定安排其遠征阿聯酋，出戰3月末的杜拜金莎軒錦標。
3月25日其按計劃出戰杜拜金莎軒錦標，繼續夥拍二月錦標時的騎師坂井。本次比賽，開閘後由好合時帶出領放，清爽口味則於馬群中央追擊，但於彎道前有稍微後退跡象。進入直路後，前方仍然爲好合時，而清爽口味表現出乏力姿態，於後方未能衝出，最終以第十大敗，首次跌出兩名以外，而本場冠軍爲由內欄位置追擊而上的交響大師。
回國休養過後於10月9日出戰一哩冠軍南部盃，賽前獲得第一人氣。比賽開始後，由於其處於第3檔內檔位置，因而迅速搶前進行領放，並於比賽初段保持較緩慢的速度。通過彎道時候，騎師坂井指揮其逐步加速，並於出彎時進入直路後經已和後方保持約3馬位的距離。直路中段，其腳程未見疲倦下進一步加速，最終進入獨走狀態下大幅拋離後方對手，以10馬位以上的大差優秀贏得第二個一級賽冠軍。
12月3日出戰日本冠軍盃，賽前落後Seraphic Call取得第二第第二人氣。比賽開始後，縱然其處於第15檔最外檔起步，但於出閘後仍然積極且快速地內閃搶佔領放位置。比賽中段，其保持於最前方的位置帶領馬群前進，並於做出對泥地賽事來說較爲平均的前1000米60.8秒步速。通過彎道進入直路時，其仍然處於先頭位置準備發力，直路中段成功進入狀態之下一直壓制後方的盡得真傳及宏觀角度，最終亦可阻止由中檔殺出的盈寶威神的追擊，以1 1/4馬位優勢奪冠，制霸春秋泥地賽。
年末，由於其成功制霸春秋泥地賽，且於一哩冠軍南部盃中有出色表現，因而成功壓贏贏得杜拜世界盃及連霸東京大賞典的盈寶奇嶽，以166票當選最佳泥地馬。

### 6歲
2024年年初遠征沙特阿拉伯，以一級賽沙特盃為目標。比賽開始後，其嘗試於所在位置向前取位，但於初段時被內閃的沙國桂冠阻擋因而無法進佔最有利的位置。以比賽途中，其更進一步被快步速影響，進入直路後未能順利加速，最終不斷後退下以第十二大敗。
其後返回日本休養，於6月19日復出出戰本年度升格為日本一級賽的埼玉盃。比賽開始後，其於所在的7號檔位順利出閘下搶先，於前半部分一直保持於領放馬Alain Barows後方有遮擋的位置等待時機。進入對面直路約莫一半的位置時，其嚮應騎師坂井的指揮開始加速超越Alain Barows取得領先，通過第三至四彎道時經已距離後方1個馬位。進入直路後，其繼續於內欄的位置以穩定的步伐展開加速，最終保持衝勢下成功抵擋中檔位置點火神器的追擊，以2馬位優勢戰勝對手取得第四個一級賽冠軍。
進入秋季後以一哩冠軍南部盃為目標並挑戰連霸，比賽初段於起步的最內檔第1檔透出，進佔先頭位置下展開領放，並於途中稍微拉開後方賽駒。進入直路後，其繼續於所在位置保持走勢並逐步加速衝刺，最終成功在和尼羅長流的纏鬥中佔據上風，壓制對手下以3/4馬位達成連霸。
12月1日出戰日本冠軍盃，為其之退役戰。比賽開始後，其於1檔位置順利出閘並搶佔位置進行領放，於前1000米帶出60.8秒的平均步速。進入直路後，其繼續於內欄位置逐步加速以求堅守優勢，跑出不俗的速度下力距外檔衝出的盈寶威神之攻勢，成功以鼻位優勢險勝對手達成連霸，同時亦以「有終之美」的形式結束競賽生涯。
賽後，其按照計劃退役，並待當日所有賽事結束後於中京競馬場內舉行退役儀式。
年末，由於其在國內橫掃三項一級賽冠軍，因而在評選中以160票蟬聯最佳泥地馬。

### 詳細賽績
| 日期       | 舉辦國家   | 馬場     | 距離   | 級別 | 賽事名稱       | 負重 | 騎師     | 馬號 | 出馬 | 名次 | 時間     | 頭馬（二馬）       |
| ---------- | ---------- | -------- | ------ | ---- | -------------- | ---- | -------- | ---- | ---- | ---- | -------- | ------------------ |
| 7/11/2020  | 日本       | 東京     | 泥1300 |      | 2歲新馬        | 55   | 戶崎圭太 | 10   | 14   | 1    | 1:18.2   | （Satono Mustang） |
| 28/11/2020 | 日本       | 東京     | 泥1600 | OP   | 卡特蘭錦標     | 55   | 戶崎圭太 | 1    | 11   | 1    | 1:36.4   | （尚武飛駿）       |
| 12/12/2021 | 日本       | 阪神     | 泥1400 |      | 夙川特別       | 56   | 杜滿樂   | 3    | 16   | 2    | 1:24.2   | 啟愛多里           |
| 5/1/2022   | 日本       | 中京     | 泥1400 |      | 4歲以上兩捷馬  | 56   | 杜滿樂   | 15   | 16   | 2    | 1:24.0   | Tosen Alan         |
| 30/1/2022  | 日本       | 東京     | 泥1400 |      | 4歲以上兩捷馬  | 56   | 戶崎圭太 | 6    | 16   | 1    | 1:24.6   | （Nordlys）        |
| 24/4/2022  | 日本       | 東京     | 泥1400 |      | 鎌倉錦標       | 57   | 戶崎圭太 | 8    | 16   | 1    | 1:22.8   | （神馳發現）       |
| 28/5/2022  | 日本       | 東京     | 泥1400 | OP   | 櫸錦標         | 56   | 戶崎圭太 | 8    | 16   | 1    | 1:22.9   | （Tagano Beauty）  |
| 30/10/2022 | 日本       | 東京     | 泥1400 | OP   | 柏修斯錦標     | 57   | 戶崎圭太 | 13   | 16   | 1    | 1:22.7   | （Taisei Samson）  |
| 12/11/2022 | 日本       | 東京     | 泥1600 | GIII | 武藏野錦標     | 56   | 戶崎圭太 | 7    | 16   | 2    | 1:35.6   | 鍍金鏡             |
| 29/1/2023  | 日本       | 東京     | 泥1400 | GIII | 根岸錦標       | 57   | 戶崎圭太 | 13   | 16   | 1    | 1:22.5   | （鍍金鏡）         |
| 19/2/2023  | 日本       | 東京     | 泥1600 | GI   | 二月錦標       | 58   | 坂井瑠星 | 7    | 16   | 1    | 1:35.6   | （熱望）           |
| 25/3/2023  | 阿聯酋     | 美丹     | 泥1200 | GI   | 杜拜金莎軒錦標 | 57   | 坂井瑠星 | 5    | 14   | 10   | 紀錄缺失 | 交響大師           |
| 9/10/2023  | 日本       | 盛岡     | 泥1600 | JpnI | 一哩冠軍南部盃 | 57   | 坂井瑠星 | 3    | 14   | 1    | 1:33.8   | （點火神器）       |
| 3/12/2023  | 日本       | 中京     | 泥1800 | GI   | 日本冠軍盃     | 58   | 坂井瑠星 | 15   | 15   | 1    | 1:50.6   | （盈寶威神）       |
| 24/2/2024  | 沙特阿拉伯 | 安都拉茲 | 泥1800 | GI   | 沙特盃         | 57   | 坂井瑠星 | 7    | 14   | 12   | 記錄缺失 | 探查男兒           |
| 19/6/2024  | 日本       | 浦和     | 泥1400 | JpnI | 埼玉盃         | 57   | 坂井瑠星 | 7    | 12   | 1    | 1:26.7   | （點火神器）       |
| 14/10/2024 | 日本       | 盛岡     | 泥1600 | JpnI | 一哩冠軍南部盃 | 57   | 坂井瑠星 | 1    | 15   | 1    | 1:35.9   | （尼羅長流）       |
| 1/12/2024  | 日本       | 中京     | 泥1800 | GI   | 日本冠軍盃     | 58   | 坂井瑠星 | 1    | 16   | 1    | 1:50.1   | （盈寶威神）       |

## 退役後
退役後，清爽口味成為了配種馬，於北海道日高町Darley Japan Stallion休養，在2025年進行配種。首批子嗣將於2026年出生。首批子嗣可於2028年出賽。

## 血統簡介
父系檸檬糖爲美國賽駒，活躍於泥地賽事，亦曾勝出美國三冠尾關貝蒙錦標。祖父金滿寶曾三勝一級賽，亦爲近代著名種馬之一。
母系Unreachable爲美國賽駒，生涯僅出賽兩場。外祖父巨人長堤爲美國生產的愛爾蘭賽駒，生涯曾勝出包括日蝕大賽及聖詹姆士皇宮錦標等多項一級賽，競賽成績極佳。

### 血統表
| 父線：金滿寶系（淘金者系）                                  |                                  |                |                |
| 種馬 檸檬糖 1996年（棗色）                                  | 金滿寶 1990年（棗色）            | 淘金者         | Raise a Native |
| 種馬 檸檬糖 1996年（棗色）                                  | 金滿寶 1990年（棗色）            | 淘金者         | Gold Digger    |
| 種馬 檸檬糖 1996年（棗色）                                  | 金滿寶 1990年（棗色）            | Miesque        | 雷利耶夫       |
| 種馬 檸檬糖 1996年（棗色）                                  | 金滿寶 1990年（棗色）            | Miesque        | Pasadoble      |
| 種馬 檸檬糖 1996年（棗色）                                  | Charming Lassie 1987年（深棗色） | 西雅圖迴旋     | Bold Reasoning |
| 種馬 檸檬糖 1996年（棗色）                                  | Charming Lassie 1987年（深棗色） | 西雅圖迴旋     | Mu Charmer     |
| 種馬 檸檬糖 1996年（棗色）                                  | Charming Lassie 1987年（深棗色） | Lassie Dear    | Buckpasser     |
| 種馬 檸檬糖 1996年（棗色）                                  | Charming Lassie 1987年（深棗色） | Lassie Dear    | Gay Missile    |
| 繁殖雌馬 Unreachable 2009年（栗色）                         | 巨人長堤 1997年（棗色）          | 雷貓           | 雷鳥           |
| 繁殖雌馬 Unreachable 2009年（栗色）                         | 巨人長堤 1997年（棗色）          | 雷貓           | Terlingua      |
| 繁殖雌馬 Unreachable 2009年（栗色）                         | 巨人長堤 1997年（棗色）          | Mariah's Storm | Rahy           |
| 繁殖雌馬 Unreachable 2009年（栗色）                         | 巨人長堤 1997年（棗色）          | Mariah's Storm | Immense        |
| 繁殖雌馬 Unreachable 2009年（栗色）                         | Harpia 1994年（棗色）            | 單色           | 北地舞人       |
| 繁殖雌馬 Unreachable 2009年（栗色）                         | Harpia 1994年（棗色）            | 單色           | Pas de Nom     |
| 繁殖雌馬 Unreachable 2009年（栗色）                         | Harpia 1994年（棗色）            | Razyana        | His Majesty    |
| 繁殖雌馬 Unreachable 2009年（栗色）                         | Harpia 1994年（棗色）            | Razyana        | Spring Adieu   |
| 雌系：Almahmoud系（2-d）                                    |                                  |                |                |
| 五代內近親交配：北地舞人 5×5×4、Buckpasser 4×5、Natalma 5×5 |                                  |                |                |

## 命名由來
名字中，Lemon（レモン）即是檸檬，繼承自父系檸檬糖的名字，Pop（ポップ）於英語語境中可以指代帶氣的碳酸飲料，因此其名字真實意思是「檸檬味汽水」，香港則以檸檬味汽水的味道及口感作聯想，翻譯為「清爽口味」。

## 外部連結
- 清爽口味 netkeiba.com （页面存档备份，存于）
- 血統表 （页面存档备份，存于）